# Альбрехт Дюрер Старший
Альбрехт Дюрер Старший (нім. Albrecht Dürer der Ältere, угор. Ajtósi Albrecht) (близько 1427 в Айтоші, біля Дьюли, Угорщина — до 20 вересня 1502, Нюрнберг, Німеччина) — німецький золотар угорського походження, батько художника Альбрехта Дюрера.

## Життєпис
Батько художника Альбрехта Дюрера Альбрехт Дюрер старший був старшим сином золотаря Антоні Дюрера. Він народився 1427 року в Айтоші біля Дьюли в Угорщині. Після навчання на золотаря у свого батька вирушив у тривалі мандри, які завели його до Нідерландів чи, можливо, навіть до Бургундії. По дорозі, близько 1444 року, тобто у 17-річному віці, він уперше відвідав Нюрнберг. Історики припускають, що під час цього першого перебування в Нюрнберзі він запізнався з золотарем Ієронімом Гольпером й недовго працював у нього як підмайстр. Саме у Нюрнберзі він і взяв собі ім'я Дюрер, що походить від його місця народження в Угорщині (угор. ajtó = нім. Tür, тобто двері). Саме з цієї причини на гербі сина були зображені двері.
Після Нюрнберга Дюрер старший провів багато років у Нідерландах, де він, судячи з записів сина, зав'язав знайомства з багатьома відомими майстрами золотих справ. Близько 1455 року Дюрер старший повертається до Нюрнберга й остаточно вирішує поступити на роботу до Ієроніма Гольпера, в якого пропрацював як підмайстер до 1467 року, коли відкрив власну майстерню, винайнявши житло в Йоганнеса Прикгаймера, батька вченого і гуманіста Віллібальда Прикгаймера, що пізніше підтримував Дюрерового сина. 4 квітня 1467 року Дюрер старший придбав громадянство міста Нюрнберга. 8 червня 1467 року Дюрер одружився з 15-річною Барбарою, донькою Ієроніма Гольпера. Разом вони мали 18 дітей. 4 червня 1468 року місто Нюрнберг надало Дюреру старшому право бути майстром-золотарем, і він вирішив остаточно залишитися у Нюрнберзі. Дюрер старший швидко здобув визнання як майстер й 20 березня 1470 року разом із золотарем Ніколаусом Ротом був призначений контролером карбування монет міста Нюрнберга (нім. Münzprobierer der Stadt Nürnberg). 12 травня 1475 року він придбав будинок S 493 на розі вулиці Обере Шмідерґассе, куди невдовзі й переїхав.
У наступні роки міський магістрат довіряв Дюреру старшому численні відповідальні місії. 1492 року він відвідав Лінц, де, за дорученням міста Нюрнберга, зустрівся з імператором Фрідріхом III, щоб передати йому деякі вироби з золота. Зберігся лист Дюрера старшого до своєї дружини, який зараз зберігається в Німецькому національному музеї в Нюрнберзі. Дюрер старший помер 1502 року в Рурській області. 20 вересня відбувся його похорон у Нюрнберзі.

## Твори

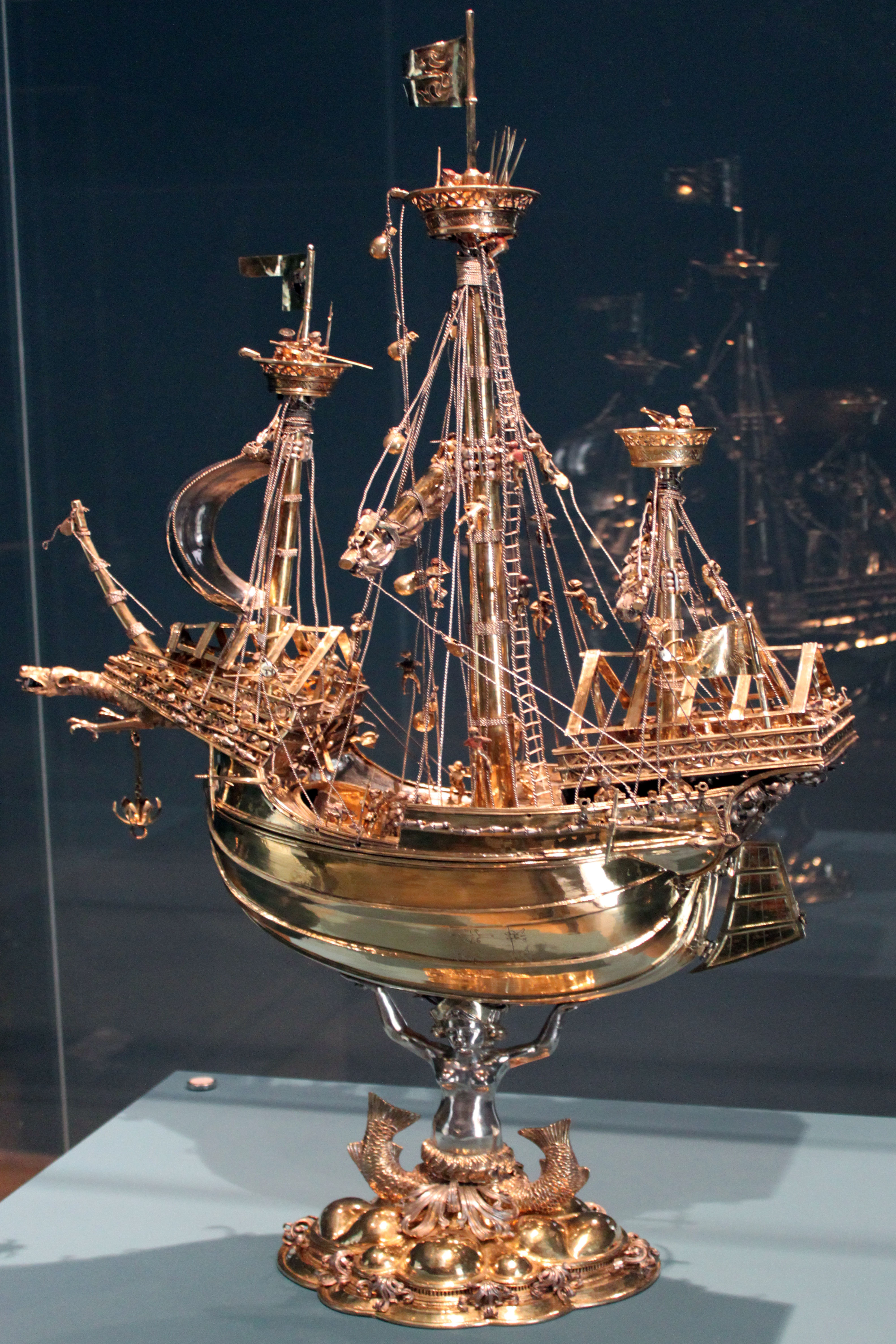
«Шлюссельфельдський корабель»

Не зважаючи на те, що Альбрехт Дюрер старший здобув велике визнання як майстер золотарства, достеменно визначити авторство його творів доволі складно. Більшість мистецтвознавців пристають на те, що саме Дюрер старший є автором так званого «Шлюссельфельдського корабля», що зараз демонструється у Німецькому національному музеї в Нюрнберзі. Деякі науковці вважають «Шлюссельфельдський корабель» останнім твором майстра.
Інший твір Дюрера. Що зберігся до сьогодні: подвійний келих, що зараз знаходиться в Художньо-історичному музеї Відня.
Авторство великої кількості інших творів підтверджується давніми документами, та цілковитої певності науковці в цьому питанні не мають.
Ервін Панофскі приписував авторство Дюрера старшого двом малюнкам, виконаним срібною голкою.